# Grette Asmundssons saga

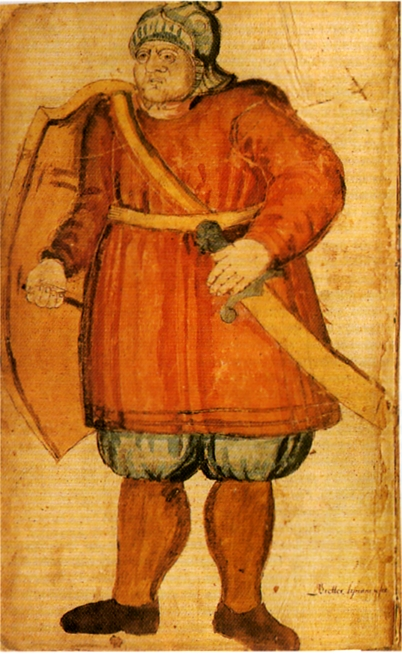
Grette i stridsmundering. Bild från ett isländskt 1600-talsmanuskript

Grette Asmundssons saga (isl. Grettis saga Ásmundssonar) är en av islänningasagorna. Handlingen äger rum på Island från cirka år 880 till cirka 1050. Det kan ha varit lagmannen Sturla Þórðarsson som har lagt grunden till denna saga.

## Handling
Grette, kallad "den starke", är en udda hjälte, nästan en antihjälte. Hans avsikter är inte nödvändigtvis dåliga, men när han är på dåligt humör gör han ofta saker som han ångrar. Han har ibland otur, på så sätt att vissa av hans handlingar får allvarliga konsekvenser som han inte förväntar sig. Grette tillbringar största delen av sitt vuxna liv på Island som fredlös. Han seglar dock två gånger till Norge. Han var släkt med kung Olav den helige, som införde kristendomen i Norge. Men även i Norge hamnar han i bråk och skickas iväg. 
Grette introduceras i sagan först i kapitel 14. Fram till dess berättar sagan om Grettes far, farfar och farfarsfar som inte heller hade helt händelselösa liv. Hans farfarfar Önund, från vilken Grette kan ha ärvt sin fysiska styrka, var en viking, och vid ett tillfälle kämpade han mot Kjarval som var kung vid Dublin. Önund bosätter sig vid Islands norra kust av och får många söner. Grettes liv berättas från början till slut. Som barn är han rebellisk och lynnig. Han beskrivs som rödhårig, lite fräknig och bred runt ögonen. Han är också modig. Han utmanar och besegrar den fasansfulle draugen Glam, ett vandrande lik, som är den nordiska motsvarigheten till en vampyr. Men draugen förbannar honom, och sagoförfattaren menar att det är orsaken till hans senare olyckor.
Grette kan ibland vara en verklig hjälte och besegra olika fiender. Men han får skulden för tänt eld på ett slott och för att ha dödat många män. Han döms därför till att vara fredlös. Det innebär att vem som helst kan döda honom utan rättslig påföljd, och att människor är förbjudna att hjälpa honom på något sätt. Många försök görs för att ta hans liv, men han var inte hjälte utan orsak.
Grette blir så småningom den längst överlevande fredlöse i Islands historia. När han varit fredlös i nästan tjugo år, bad hans vänner och familj om att hans fredlöshet skulle hävas, och hävdade att en man enligt lagen inte får vara fredlös i mer än tjugo år (i själva verket fanns det ingen sådan lag på det medeltida Island). Efter en debatt på alltinget, beslutade man att fredlösheten skulle hävas när han verkligen varit fredlös i tjugo år, men inte innan. Hans fiender gör då ett sista försök, med hjälp av trolldom, att slutligen besegra honom. Detta skedde ute på en fästningliknande ö, Drangey i Skagafjörður, vid Islands norra kust, av där han bodde med sin bror Illuge och slaven Glaum.
Hans halvbror, Torsten Dromund, hämnas honom senare i en halvkomisk scen i Bysans, där han tjänstgjorde som varjager.

## Tillkomst, manuskript och översättning
Grettes saga finns bevarad i fyra pergamenthandskrifter från 1400-talet (AM 551 A qu., AM 556 A qu., AM 152 fol. och ett nummer i Delagardieska samlingen i Uppsala). Sagan trycktes först i Hólar år 1756.
Sagan är översatt till svenska av Albert Ulrik Bååth, Hjalmar Alving (1935) och Åke Ohlmarks (1963).